# Ademar Tavares Júnior
Ademar José Tavares Júnior, meglio noto come Ademar (Jaboatão dos Guararapes, 20 settembre 1980), è un ex calciatore brasiliano, di ruolo difensore.

## Palmarès

### Club

#### Competizioni nazionali
- Supercoppa di Bulgaria: 1

CSKA Sofia: 2011